# Klaus Richter (Biologe)
|  | Dieser Artikel wurde aufgrund von formalen oder inhaltlichen Mängeln in der Qualitätssicherung Biologie zur Verbesserung eingetragen. Dies geschieht, um die Qualität der Biologie-Artikel auf ein akzeptables Niveau zu bringen. Bitte hilf mit, diesen Artikel zu verbessern! Artikel, die nicht signifikant verbessert werden, können gegebenenfalls gelöscht werden. Lies dazu auch die näheren Informationen in den Mindestanforderungen an Biologie-Artikel. |

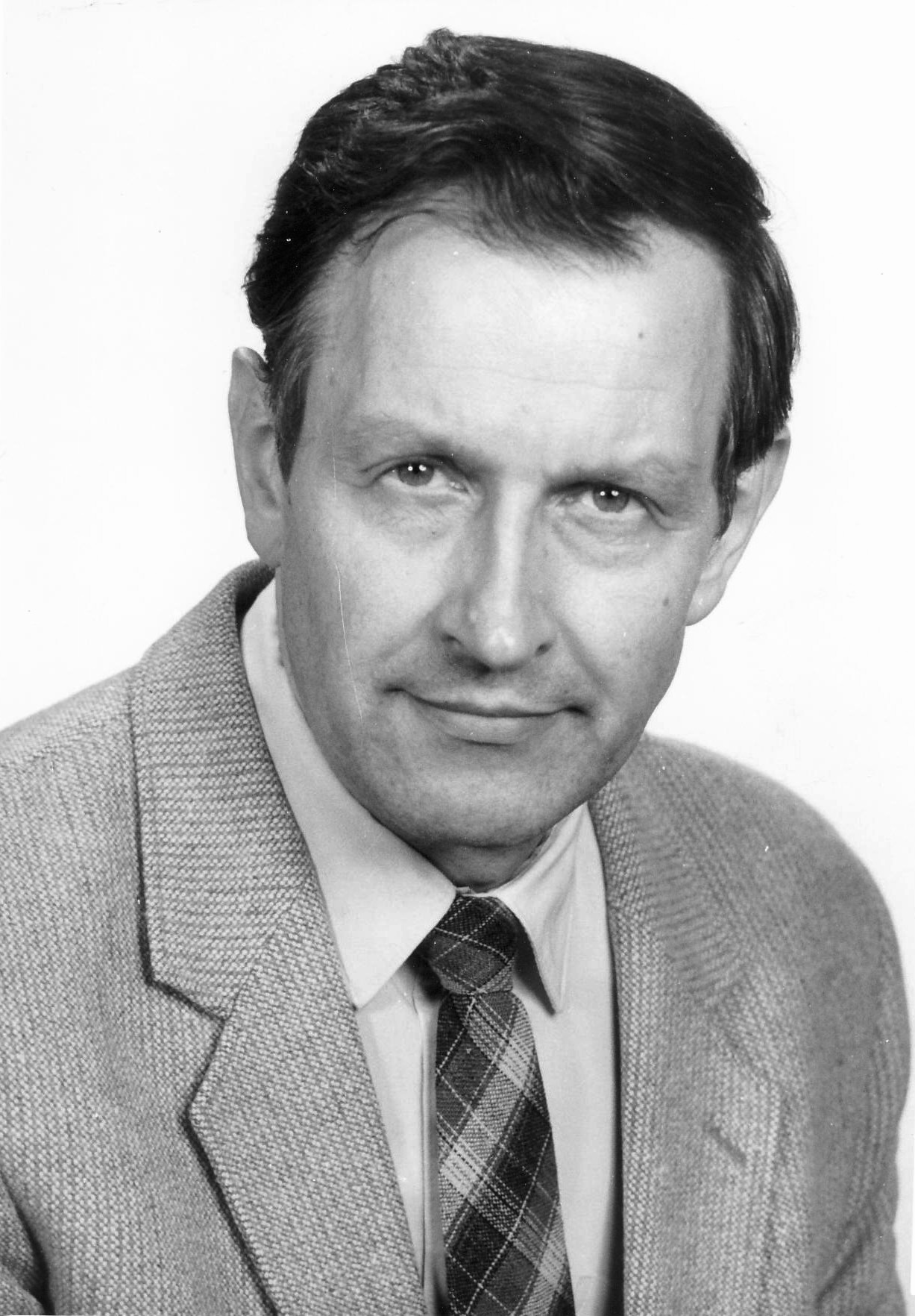
Mathematisch-Naturwissenschaftliche Klasse / Zuwahl am 17. Mai 1990

Klaus Richter (geboren 1936 in Radebeul; gestorben 2001 in Jena) war ein deutscher Buchautor, Biologe, Zoologe und Hochschullehrer.

## Leben
Klaus Richter studierte in Jena Biologie und schloss sein Studium im Jahr 1964 mit einer Promotion ab. 1965 übernahm er als Leiter eine Forschungsgruppe der Sächsischen Akademie der Wissenschaften zu Leipzig. 1974 erfolgte seine Habilitation und ab 1990 übernahm Richter eine Honorar-Professur für Tier-Physiologie an der Friedrich-Schiller-Universität Jena.

## Werke
- Das Leben des Physikers Johann Wilhelm Ritter. H. Böhlaus Nachf., Weimar 2003, ISBN 978-3-74001-191-8.[2]
- Die Herkunft des Schönen – Grundzüge der evolutionären Ästhetik, 1999, ISBN  3805325398.